# Elefterie Sinicliu
Elefterie Sinicliu (n. 4 octombrie 1895, Echimăuți, Orhei – d. secolul al XX-lea) a fost un tehnician agronom și om politic român din Basarabia, membru în Sfatul Țării.

## Biografie
În anul 1917 a participat la Congresul ostășesc care a avut loc la Chișinău. La 27 martie/9 aprilie 1918 a votat unirea Basarabiei cu România. A deputat în Parlamentul României și ofițer în armata Basarabiei, iar în 1919 a organizat artileria acestei provincii.
După 1940 s-a refugiat în România. Conform unor surse, a fost luat în calcul de Stalin pentru a ocupa o funcție în guvernul RSSM, pentru a atrage sprijin popular, dar acest fapt nu s-a mai realizat.